# Bazzania scalaris
Bazzania scalaris är en bladmossart som beskrevs av Meagher. Bazzania scalaris ingår i släktet revmossor, och familjen Lepidoziaceae. Inga underarter finns listade i Catalogue of Life.